# Kolchikí
Kolchikí (Kolchiki, Plisevitsa) är en ort i Grekland.   Den ligger i prefekturen Nomós Florínis och regionen Västra Makedonien, i den norra delen av landet, 400 km nordväst om huvudstaden Aten. Kolchikí ligger 686 meter över havet och antalet invånare är 231.
Terrängen runt Kolchikí är kuperad åt sydväst, men åt nordost är den platt.Runt Kolchikí är det ganska glesbefolkat, med 23 invånare per kvadratkilometer. Närmaste större samhälle är Florina, 7,8 km nordväst om Kolchikí. I omgivningarna runt Kolchikí växer i huvudsak lövfällande lövskog.